# Roger Garaudy
Roger Garaudy (17. červenec 1913 – 13. červen 2012) byl francouzský filozof, který začal svou myšlenkovou cestu na politické levici a skončil u islámu a popírání holocaustu.

## Život
Narodil se v Marseille. Vystudoval filozofii u Gastona Bachelarda. Roku 1933 vstoupil do Komunistické strany Francie. Po jejím zákazu roku 1940 byl tři roky vězněn. Po válce působil i v Sovětském svazu. Zlom v jeho politické orientaci znamenal 20. sjezd Komunistické strany Sovětského svazu v roce 1956, který odhalil Stalinovy zločiny. Na tuto svoji deziluzi reagoval prací Perspectives de l'homme z roku 1959, kde se zaobíral francouzským filozofickým katolicismem a existencialismem. Roku 1968 vystoupil proti sovětské okupaci Československa a k myšlenkám pražského jara se přihlásil knihou La liberté en sursis. Prague 1968, načež byl vyloučen z Komunistické strany Francie. V 70. letech se přiklonil ke křesťanství a k víře v Boha. To ho vedlo ke stále ostřejší kritice západní civilizace, která Boha ztratila, až roku 1981 konvertoval k islámu. Roku 1987 založil ve španělské Córdobě institut k rozvíjení dialogu kultur, který však utrpěl značnou ztrátu prestiže po kontroverzních Garaudyho relativizacích nacistického holocaustu Židů v jeho pozdních pracích o Izraeli a Palestině.

## Dílo
Za jeho klíčové dílo bývá považována kniha Alternative z roku 1972, která leží uprostřed autorova přechodu od komunismu k islámu, v jeho nejméně ideologické etapě tvorby. V této knize tvrdí, že teorie tříd je mrtvá a že hlavní úlohy se v západních dějinách chápe "nový historický blok" tvořený dělnictvem, technickou inteligencí a intelektuály. Tento blok má v Garaudyho představě za úkol nastolit systém přímé demokracie a malých samosprávných jednotek, který musí vydobýt na úkor kapitalistických manažerů na straně jedné a "technobyrokracie" reálného socialismu na straně druhé. V této etapě své tvorby má Garaudy rovněž silný ekologický akcent. Zároveň v knize Alternative zdůrazňuje, že společenská proměna je neuskutečnitelná bez víry v Boha. Známá se stala jeho teze "bez víry je socialismus nemožný".

## Recepce v českém prostoru
Jeho díla byla v 50. a 60. letech hojně překládána do češtiny a ovlivnila i český intelektuální prostor, především atmosféru konce 60. let a dialog mezi křesťany a marxisty v té době (například semináře Milana Machovce). V 70. letech byl naopak označován za antisocialistického ideologa (a to ovšem i na Západě, viz práce I. Bauera a A. Lieperta Die 'grosse Wende' des Roger Garaudy z roku 1971).
Na dvě česká vydání knihy Realismus bez břehů v roce 1964 a 1965 reagovala česká komunistická normalizační ideologie v roce 1973 polemikou Sávy Šabouka s názvem Břehy realismu 